# NGC 1035
NGC 1035 is een spiraalvormig sterrenstelsel in het sterrenbeeld Walvis. Het hemelobject werd op 11 januari 1785 ontdekt door de Duits-Britse astronoom William Herschel.

## Synoniemen
- PGC 10065
- MCG -1-7-27
- IRAS02370-0820